# Acheilognathus tabira
Acheilognathus tabira är en fiskart som beskrevs av David Starr Jordan och William Francis Thompson, 1914. Acheilognathus tabira ingår i släktet Acheilognathus och familjen karpfiskar.

## Underarter
Arten delas in i följande underarter:
- A. t. erythropterus
- A. t. tohokuensis
- A. t. jordani
- A. t. nakamurae
- A. t. tabira